# Sophira maculata
Sophira maculata är en tvåvingeart som först beskrevs av Wulp 1899.  Sophira maculata ingår i släktet Sophira och familjen borrflugor. Inga underarter finns listade i Catalogue of Life.